# Biro do Cavaco
Silvio Mariano dos Santos (Campinas, 1962), conhecido como Biro do Cavaco, é um cavaquinista e violonista brasileiro.
Foi integrante do grupo Os Originais do Samba. Em 1984 lançou seu primeiro álbum, fazendo sucesso com a música Jéssica

## Discografia
- 2007 - Amanhã Tem Pagode- Biru's Produções
- 1997 - Minha Paz- Estúdio Eldorado/Biru's Produções
- 1995 - Essência - Paradoxx Music/Biru's Produções
- 1994 - Do Amor a Paixão - Biru's Produções
- 1992 - Biro do Cavaco - Copacabana
- 1990 - Biro do Cavaco - Copacabana
- 1989 - Trocando Olhares - Panela Discos (Independente)